# Maurizio Zanini
Maurizio Zanini (* 13. Juli 1949 in Rom) ist ein italienischer Diplomat im Ruhestand.

## Leben
1972 schloss er ein Studium der Rechtswissenschaften an der Universität La Sapienza ab. Am 1. September 1974 trat er in den auswärtigen Dienst ein und wurde bis 1976 im Außenministerium in Rom beschäftigt. Von 1976 bis 1979 war er Gesandtschaftssekretär zweiter Klasse in Guatemala-Stadt. Von 1979 bis 1981 als war er Gesandtschaftssekretär erster Klasse in Bonn. Von 1981 bis 1985 wurde er in der Protokollabteilung beschäftigt. Von 1985 bis 1992 war er zunächst Gesandtschaftsrat Tripolis und 1989 löste er Giovanni Germano als Generalkonsul in Hamburg ab. 1990 wurde er zum Gesandtschaftsrat ernannt.
Von 1992 bis 1995 wurde er in der Abteilung Wirtschaft im Außenministerium in Rom beschäftigt. Von 1995 bis 1999 war er Gesandtschaftsrat in Washington, D.C. Von 2000 bis 2001 wurde er erneut im Außenministerium beschäftigt.
Am 11. Oktober 2002 wurde er zum Botschafter in La Paz (Bolivien) ernannt, wo er von 4. Dezember 2002 bis 30. Januar 2007 akkreditiert war.
Von November 2011 bis 16. Januar 2014 war er Botschafter in Dublin (Irland).